# 维耶诺·约翰内斯·苏克舍拉宁
维耶诺·约翰内斯·苏克舍拉宁（芬蘭語：Vieno Johannes Sukselainen，1906年10月12日—1995年4月6日，1928年之前姓氏为萨里/），芬兰政治家、两届芬兰总理及四任芬兰议会议长。他曾在1972年和1977年担任北歐理事會主席。在1954至1971年间他担任社会保障局的第四任主任。
苏克舍拉宁出生于帕伊米奧，去世于埃斯波。他所属的党派为芬兰中间党。